# Ponte Ferroviária de Ferradosa

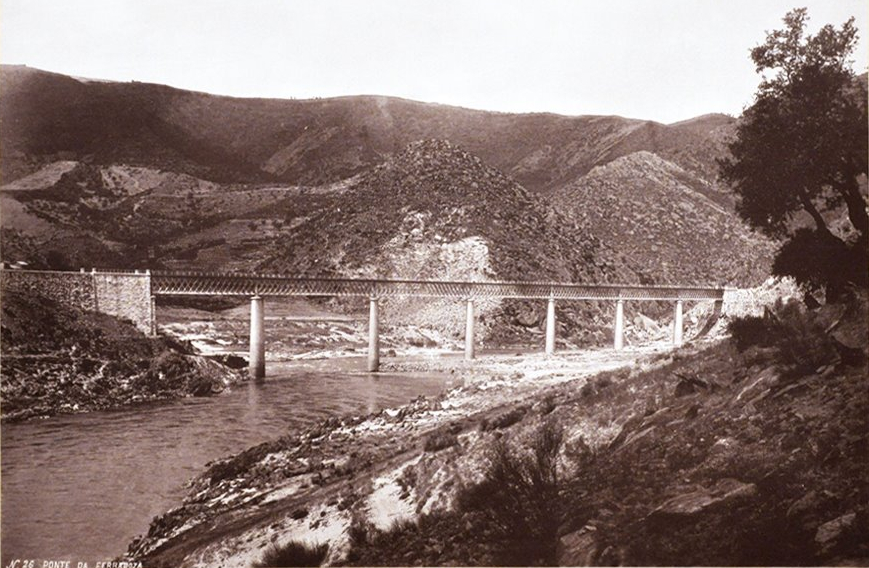
Ponte do Douro, 1ª ponte da Ferradosa

A Ponte Ferroviária de Ferradosa, igualmente conhecida como Ponte da Ferradosa, refere-se a duas infra-estruturas ferroviárias da Linha do Douro, cruzando o Rio Douro junto à localidade de Ferradosa, no Concelho de São João da Pesqueira, em Portugal. A primeira ponte entrou ao serviço em 1887, tendo sido substituída por uma ponte nova em 1980, devido à construção da Barragem da Valeira. A concepção e autoria deste novo projecto esteve a cargo, do Professor Engenheiro Joaquim da Conceição Sampaio na parte das fundações, pilares e encontros, do Professor Engenheiro José da Mota Freitas na parte de estruturas metálicas e do Engenheiro António Côrte-Real Albuquerque Costa na parte de viadutos de Betão, aparelhos de apoio e orgãos de transmissão de esforços .   

## Características
A ponte em si apresenta, aproximadamente, 375 metros de extensão e 7 metros de largura. O conjunto total tem uma extensão de 570 metros e um tabuleiro constituído por três estruturas distintas: duas estruturas de acesso, uma em cada margem, em betão armado, e uma estrutura central em treliça metálica.

## História
A estrutura insere-se no lanço da Linha do Douro entre as estações de Foz-Tua e Pocinho, que foi inaugurado em 10 de Janeiro de 1887.
A primeira Ponte Ferroviária de Ferradosa encontrava-se a jusante da actual; devido à subida do nível das águas causada pela construção da Barragem da Valeira, decidiu-se construir uma outra ponte a montante, que foi terminada em 1980.
Em 2023, a Infraestruturas de Portugal  vai avançar com as obras de reabilitação da ponte num investimento de 4,4 milhões de euros. Estão previstas obras de reforço da estrutura de todos os fustes dos pilares da ponte, a substituição dos aparelhos bloqueadores da ponte, bem como dos aparelhos de apoio dos tramos metálicos da ponte, a fixação dos tramos de margem nos encontros, por intermédio de elementos fusíveis, a reabilitação dos aparelhos de apoio dos tramos de margem e a reparação de betão delaminado na face inferior do tabuleiro do viaduto.